# Zona de Retaguardia del Grupo de Ejércitos Centro

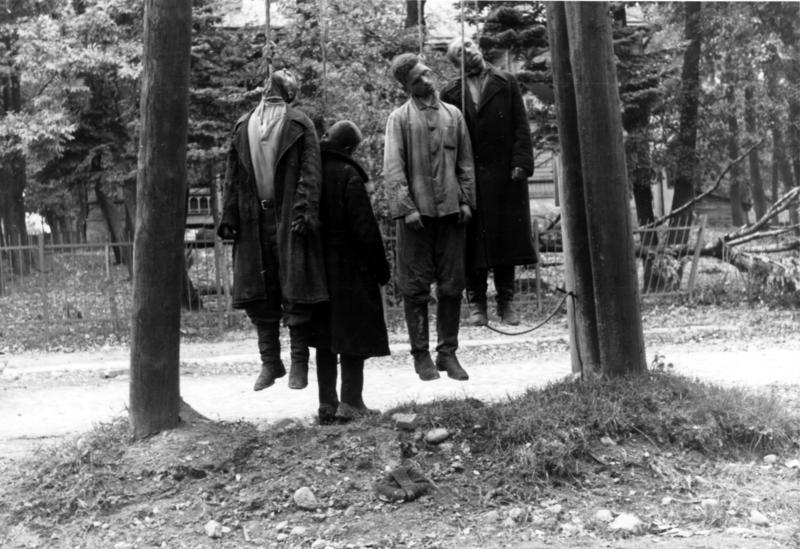
Víctimas ahorcadas por las tropas de seguridad alemanas en la Unión Soviética, agosto/septiembre de 1941

La Zona de Retaguardia del Grupo de Ejércitos Centro (en alemán: Rückwärtiges Heeresgebiet Mitte) fue uno de los tres Mandos de la Zona de Retaguardia del Grupo de Ejércitos, establecidos durante la invasión alemana de la Unión Soviética en 1941. Inicialmente comandada por el General Max von Schenckendorff, era un área de jurisdicción militar detrás del Grupos de Ejércitos Centro de la Wehrmacht.
La función principal de la Zona de Retaguardia del Grupo de Ejércitos Centro era proporcionar seguridad detrás de las tropas de combate. También fue un lugar para asesinatos en masa durante el Holocausto y otros crímenes de lesa humanidad contra la población civil. En palabras del historiador Michael Parrish, el comandante del ejército "presidió un imperio de terror y brutalidad".

## Organización
El comandante de la Zona de Retaguardia del Grupo de Ejércitos Centro, el General Max von Schenckendorff, fue responsable de la seguridad de la zona de retaguardia. Su sede estaba subordinada al Grupo de Ejércitos Centro, mientras que también informaba al Intendente General de la Wehrmacht, Eduard Wagner, quien tenía la responsabilidad general de la seguridad del área de retaguardia.
Schenckendorff controló tres divisiones de seguridad y supervisó las unidades de la Geheime Feldpolizei de la Wehrmacht. Operó en paralelo, y en cooperación, con Erich von dem Bach-Zelewski, los líderes superiores de las SS y la policía nombrados por el jefe de las SS, Heinrich Himmler.

## Labores de seguridad y crímenes contra la humanidad
Los deberes de los comandantes de zona incluían la seguridad de las comunicaciones y las líneas de suministro, la explotación económica y el combate de guerrilleros (partisanos) en las zonas de retaguardia de Werhmacht, que eran las tareas principales de las divisiones de seguridad. Además, la seguridad y las formaciones policiales de las SS y el SD (Servicio de Seguridad de las SS) operaban en las áreas, quedando subordinadas a los respectivos SS- und polizeiführer. Estas unidades incluían múltiples destacamentos de escuadrones de la muerte Einsatzgruppen, Regimientos de Policía Central y Batallones de Policía OrPo adicionales. Estas unidades perpetraron asesinatos en masa durante el Holocausto y otros crímenes de lesa humanidad.
Las formaciones de seguridad, a menudo en coordinación con o bajo la dirección de la Wehrmacht, llevaron a cabo una guerra de seguridad dirigida a la población civil. Las llamadas operaciones antipartisanas en áreas "infestadas de insurgentes" equivalieron a la destrucción de aldeas, la incautación de ganado, la deportación de personas aptas para el trabajo esclavo a Alemania y el asesinato de personas en edad no laboral.